# Armistițiul de la Znaim
Armistițiul de la Znaim a fost semnat pe 12 iulie 1809, între Imperiul Francez și Imperiul Austriac, pentru o perioadă de o lună, în localitatea Znaim, din Moravia, astăzi Znojmo, în Republica Cehă.
Armistițiul a fost semnat la inițiativa părții austriece, după ce armata principală a acestora fusese învinsă decisiv, cu 6 zile în urmă, la Wagram și apoi fusese atacată puternic cu o zi înainte la Znaim. Acest acord suspenda ostilitățile dintre cele două țări, punând capăt implicării Austriei în cea de-a Cincea Coaliție. Cele două părți s-au pus inițial de acord ca armistițiul să se prelungească în mod succesiv, până la semnarea unui tratat de pace, fixând o linie de demarcație între cele două armate, ce corespundea frontierei boeme. Tratatul de pace dintre cele două țări a fost semnat 3 luni mai târziu la Schönbrunn.

## Preambul
Bătălia de două zile de la Znaim a fost organizată de comandantulul austriac, arhiducele Charles, fiind o acțiune de rezervă în apropiere de orașul Znaim, la aproximativ 80 de kilometri la nord de Viena, pentru a câștiga timp pentru armata sa să retragă trenul de bagaje în siguranță spre Moravia.